# Mbizi
Mbizi är ett vattendrag i Burundi.   Det ligger i provinsen Cibitoke, i den nordvästra delen av landet, 50 kilometer norr om huvudstaden Bujumbura.
Omgivningarna runt Mbizi är en mosaik av jordbruksmark och naturlig växtlighet. Runt Mbizi är det tätbefolkat, med 319 invånare per kvadratkilometer.